# Roger Lestas
Roger Lestas est un homme politique français né le 12 mai 1932 à Désertines et mort le 10 avril 2010 à Laval.
Il fait sa carrière politique sous l'étiquette de l'Union pour la démocratie française. Il est député de la troisième circonscription de la Mayenne de 1981 à 1986 et de 1988 à 2002.

## Biographie
Agriculteur de profession, il fait son entrée au conseil municipal de Fougerolles-du-Plessis en 1965 avant de devenir adjoint en 1966 puis maire en 1972, à la suite du décès en cours de mandat du maire Jules Linais. Il est ensuite régulièrement réélu à ce mandat qu'il a occupé pendant 36 ans. Il décide de ne pas se représenter lors de l'élection municipale de 2008.
Lors des élections cantonales de 1973, il se présente dans le canton de Landivy dont il devient le conseiller général en obtenant 93 % des suffrages. Il siège pendant quatre mandats au sein du conseil général de la Mayenne avant d'être battu lors des élections cantonales de 1998.
Élu comme suppléant de René de Branche dans la troisième circonscription de la Mayenne lors des élections législatives de 1978, il devient député le 15 avril 1981 à la suite du décès de M. de Branche. Il est reconduit dans ce mandat lors des élections législatives de 1981 mais doit abandonner son siège à l'Assemblée nationale en 1986 en raison du scrutin proportionnel plurinominal qui ne permet pas aux trois députés d'être élus dans la Mayenne. Le retour au scrutin par circonscription en 1988 lui permet de retrouver son mandat de député jusqu'en 2002. À l'issue de la XIe législature, il fait part de son souhait « de ne solliciter aucun mandat passé les 70 ans ». Il laisse son siège de député à Yannick Favennec, alors directeur de cabinet de François d'Aubert à la mairie de Laval.
Avec sa décision d'abandonner son mandat de maire, il quitte la vie politique en 2008.
Roger Lestas est chevalier de la Légion d'honneur (JO du 1er janvier 2009).

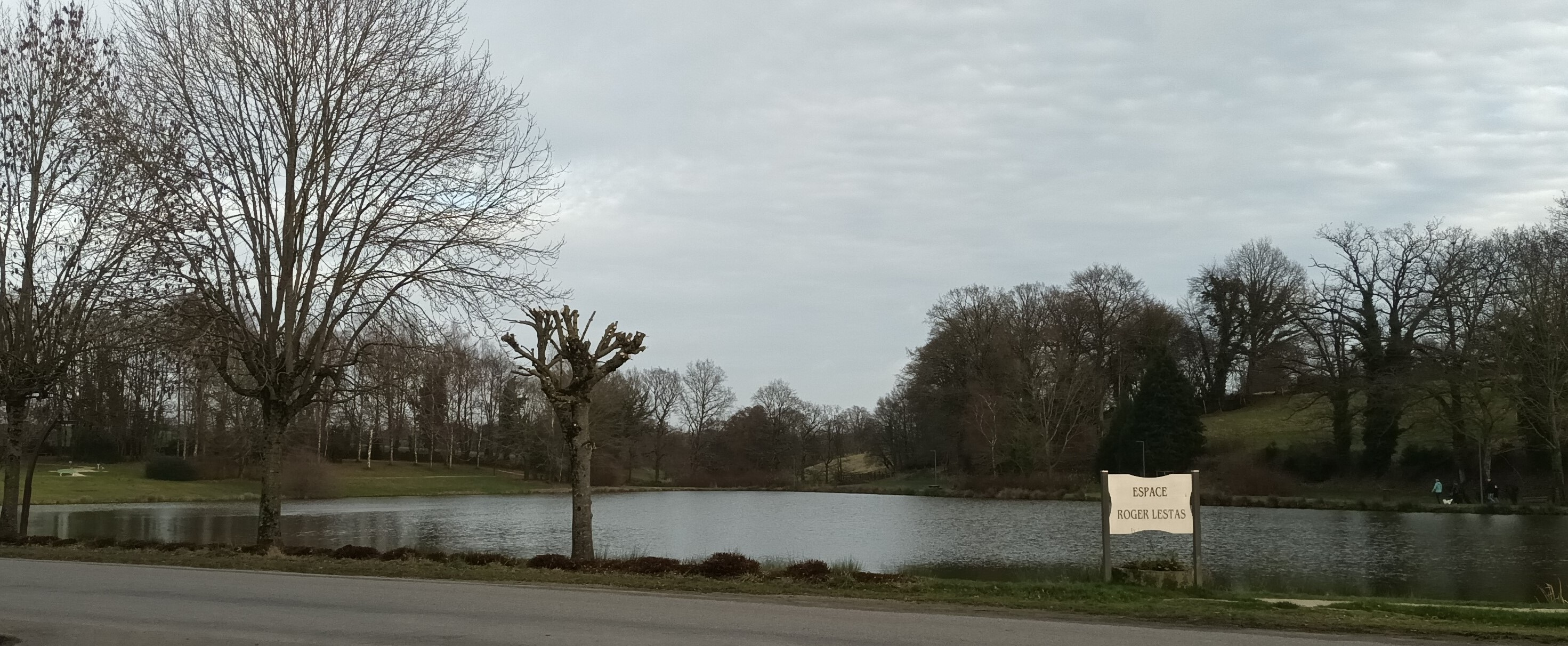
Le plan d'eau à Fougerolles, et le panneau en honneur de Roger Lestas.

## Mandats électoraux
Député
- 14 avril 1981 - 22 mai 1981 : député de la troisième circonscription de la Mayenne
- 2 juillet 1981 - 1er avril 1986 : député de la troisième circonscription de la Mayenne
- 13 juin 1988 - 1er avril 1993 : député de la troisième circonscription de la Mayenne
- 2 avril 1993 - 21 avril 1997 : député de la troisième circonscription de la Mayenne
- 1er juin 1997 - 18 juin 2002 : député de la troisième circonscription de la Mayenne

Conseiller général
- 23 septembre 1973 - 22 mars 1998 : membre du conseil général de la Mayenne (élu dans le canton de Landivy)

Conseiller municipal / Maire
- 1965 - 1966 : conseiller municipal de Fougerolles-du-Plessis (Mayenne)
- 1966 - 1972 : adjoint au maire de Fougerolles-du-Plessis
- 1972 - 16 mars 2008 : maire de Fougerolles-du-Plessis